# Pisarzowce
Pisarzowce [pisaˈʐɔft͡sɛ] est un village polonais de la gmina de Szudziałowo dans le powiat de Sokółka et dans la voïvodie de Podlachie.
Il est situé dans le nord-est de la Pologne, près de la frontière avec la Biélorussie.